# Mwanga (Distrikt)
Mwanga ist ein Distrikt in der Region Kilimandscharo im Nordosten von Tansania mit der Hauptstadt Mwanga. Der Distrikt grenzt im Nordosten an Kenia, im Süden an den Distrikt Same, im Westen an die Region Manyara und im Nordwesten an den Distrikt Moshi.

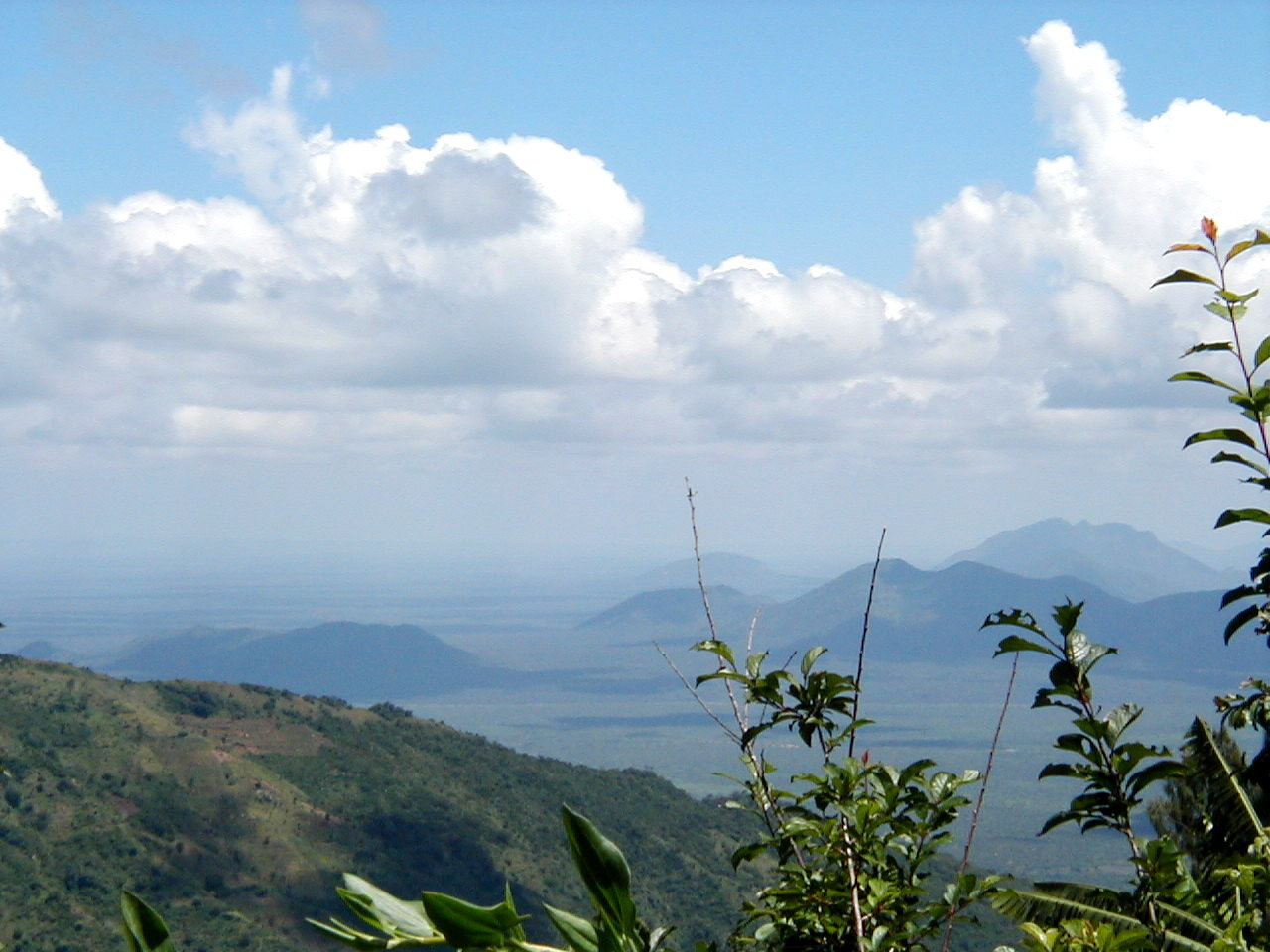
Pare-Gebirge bei Kilomeni

## Geographie
Der Distrikt hat eine Größe von 2641 Quadratkilometer und 148.763 Einwohner (Volkszählung 2022). Mwanga ist ein Hochland, das im Westen vom Fluss Pangani mit dem Nyumba ya Mungu Reservoir begrenzt wird. Im Osten, an der Grenze zu Kenia, liegt der Jipe-See. Dazwischen zieht sich von Norden nach Süden das Pare-Gebirge durch den Distrikt.
Das Klima in der Ebene, wo auch die Hauptstadt Mwanga liegt, ist ein lokales Steppenklima, BSh nach der effektiven Klimaklassifikation. Die Niederschläge sind gering, im Jahresdurchschnitt fallen 400 bis 600 Millimeter Regen. In den Bergen gibt es zwei Regenzeiten. Eine von Oktober bis Dezember, die zweite von März bis Juni. Es fallen insgesamt 800 bis 1200 Millimeter Niederschläge. Die Temperatur reicht von 14 bis 32 Grad Celsius.

## Geschichte
Im Jahr 1928 wurde das Hochland zwischen dem Kilimandscharo und den Usambara-Bergen „Upare“ genannt und von jährlich wechselnden Häuptlingen regiert, die die Vorgaben der Kolonialregierung umsetzten. Im Jahr 1979, nach der Unabhängigkeit von Tanganjika, wurde Mwanga einer der damals vier Distrikte der Region Kilimandscharo.

## Verwaltungsgliederung
Der Distrikt wird in 20 Bezirke (Wards) gegliedert:
- Kileo
- Mwanga
- Msangeni
- Kifula
- Kighare
- Kirongwe
- Kwakoa
- Lembeni
- Jipe
- Mwaniko
- Chomvu
- Ngujini
- Kirya
- Kilomeni
- Shighatini
- Lang'ata
- Mgagao
- Toloha
- Kigonigoni
- Kivisini

## Bevölkerung
| Volkszählung | Einwohner |
| ------------ | --------- |
| 1988         | 97.003    |
| 2002         | 115.145   |
| 2012         | 131.442   |
| 2022         | 148.763   |

| Der Großteil der Bevölkerung gehört zur Ethnie der Pare. Sie sprechen größtenteils Pare, im Süden aber auch Chagga. Waren es im Jahr 1988 noch 97.003 Einwohner, so stieg die Zahl bis 2002 auf 115.145 und schließlich auf 131.442 im Jahr 2012 und auf 148.763 bei der Volkszählung 2022. Das entspricht einem jährlichen Wachstum von 1,2 bis 1,3 Prozent. Von 2002 bis 2012 stieg die Alphabetisierungsrate von 90 auf 93 Prozent, 67 Prozent der Bevölkerung über fünf Jahren sprachen Swahili, 22 Prozent Englisch und Swahili. | Die zur Anzeige dieser Grafik verwendete Erweiterung wurde dauerhaft deaktiviert. Wir arbeiten aktuell daran, diese und weitere betroffene Grafiken auf ein neues Format umzustellen. (Mehr dazu) |

## Einrichtungen und Dienstleistungen
- Bildung: Für die Bildung der Jugend stehen 114 Grundschulen und 44 weiterführende Schulen bereit (Stand 2019).[9]
- Gesundheit: Im Distrikt gibt es 48 Gesundheitszentren.[9]

| Die wichtigsten Wirtschaftszweige sind Ackerbau und Viehzucht, daneben gibt es auch Fischerei und kleine Unternehmen. | Die zur Anzeige dieser Grafik verwendete Erweiterung wurde dauerhaft deaktiviert. Wir arbeiten aktuell daran, diese und weitere betroffene Grafiken auf ein neues Format umzustellen. (Mehr dazu) |

### Landwirtschaft

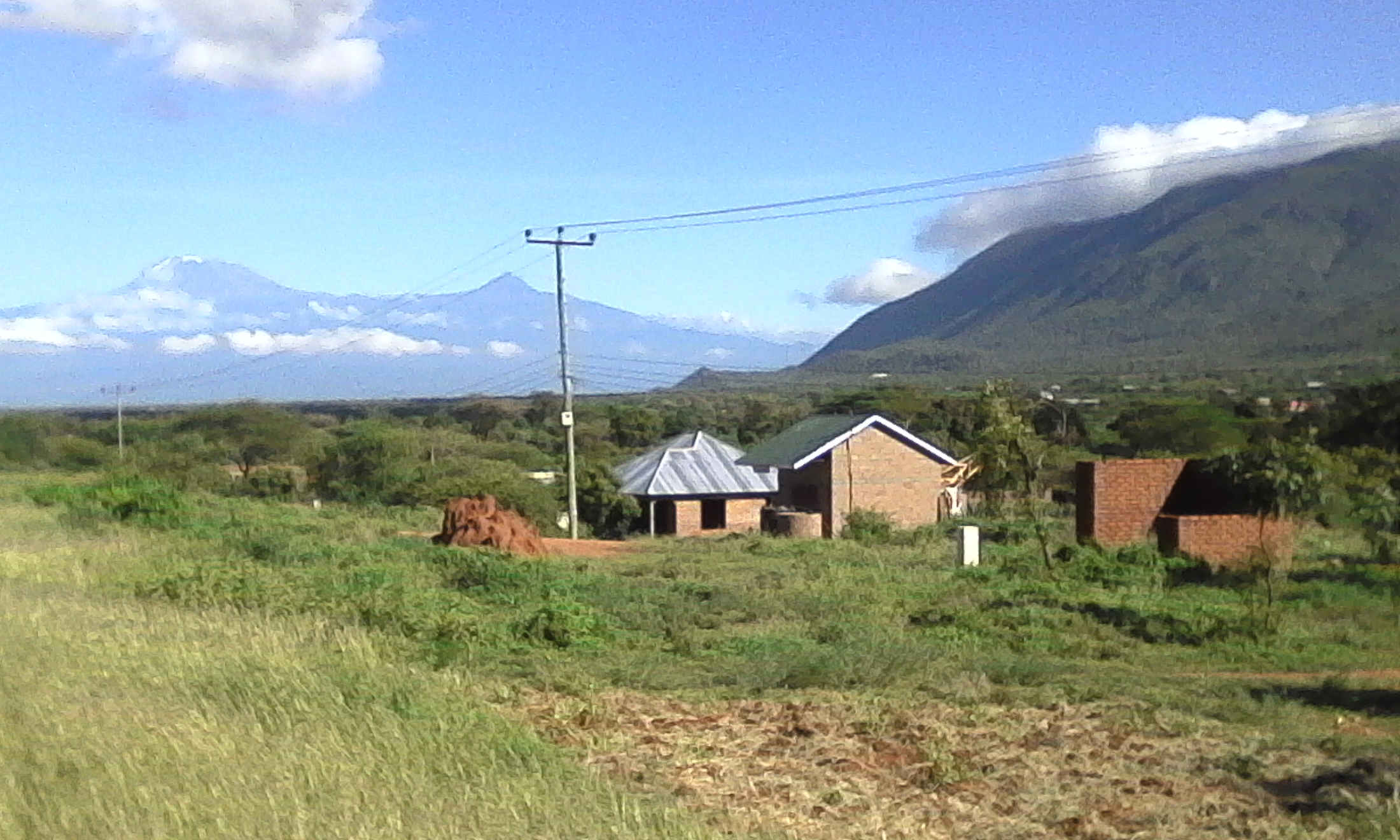
Bauernhaus am Fuß des Pare-Gebirges, im Hintergrund der Kilimandscharo

### Fischerei
Fischfang gibt es im Nyumba ya Mungu Reservoir und im Jipe-See. Von den 30.000 Haushalten im Distrikt leben jedoch nur 150 vom Fischfang (Stand 2012). Jährlich werden rund 1300 Tonnen Fisch gefangen.

### Töpferei
Vor allem Frauen beschäftigen sich mit Töpferei und verkaufen ihre Waren in die umliegenden Distrikte und bis Moshi und Arusha und auch nach Mombasa.

### Infrastruktur

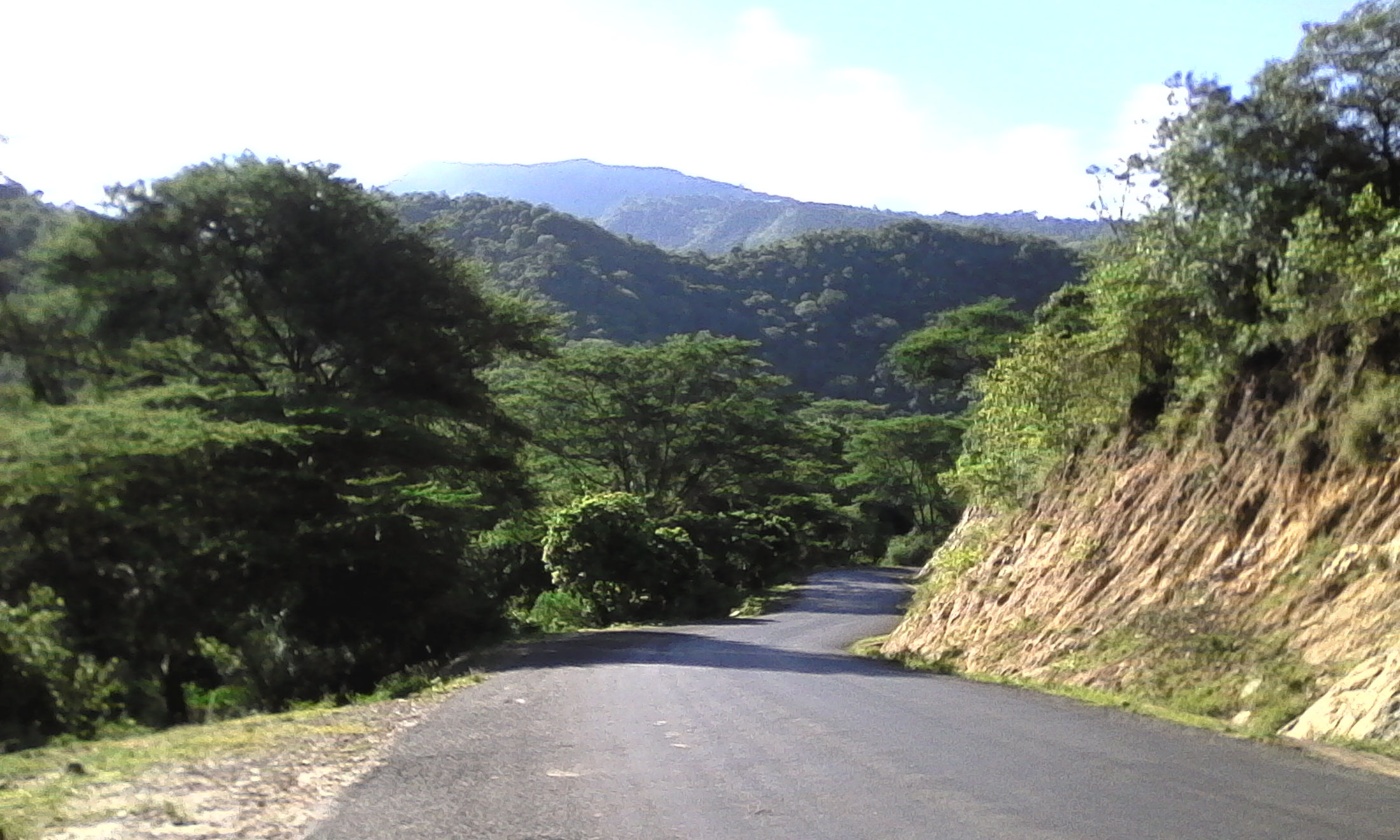
Straße im Pare-Gebirge

- Eisenbahn: Durch den Distrikt führt die im Jahr 2019 wieder eröffnete Usambarabahn von Tanga nach Arusha.[14]
- Straße: Die wichtigste Straßenverbindung ist die Nationalstraße T2 von Daressalam nach Moshi. Sie führt westlich des Pare-Gebirges von Süden nach Norden durch den Distrikt. Daneben gibt es 750 Kilometer größtenteils unbefestigte Straßen.[15][16]

## Sonstiges
Im Jahr 2019 wurden in Mwanga vier Menschen durch Elefanten getötet.